# Павская волость

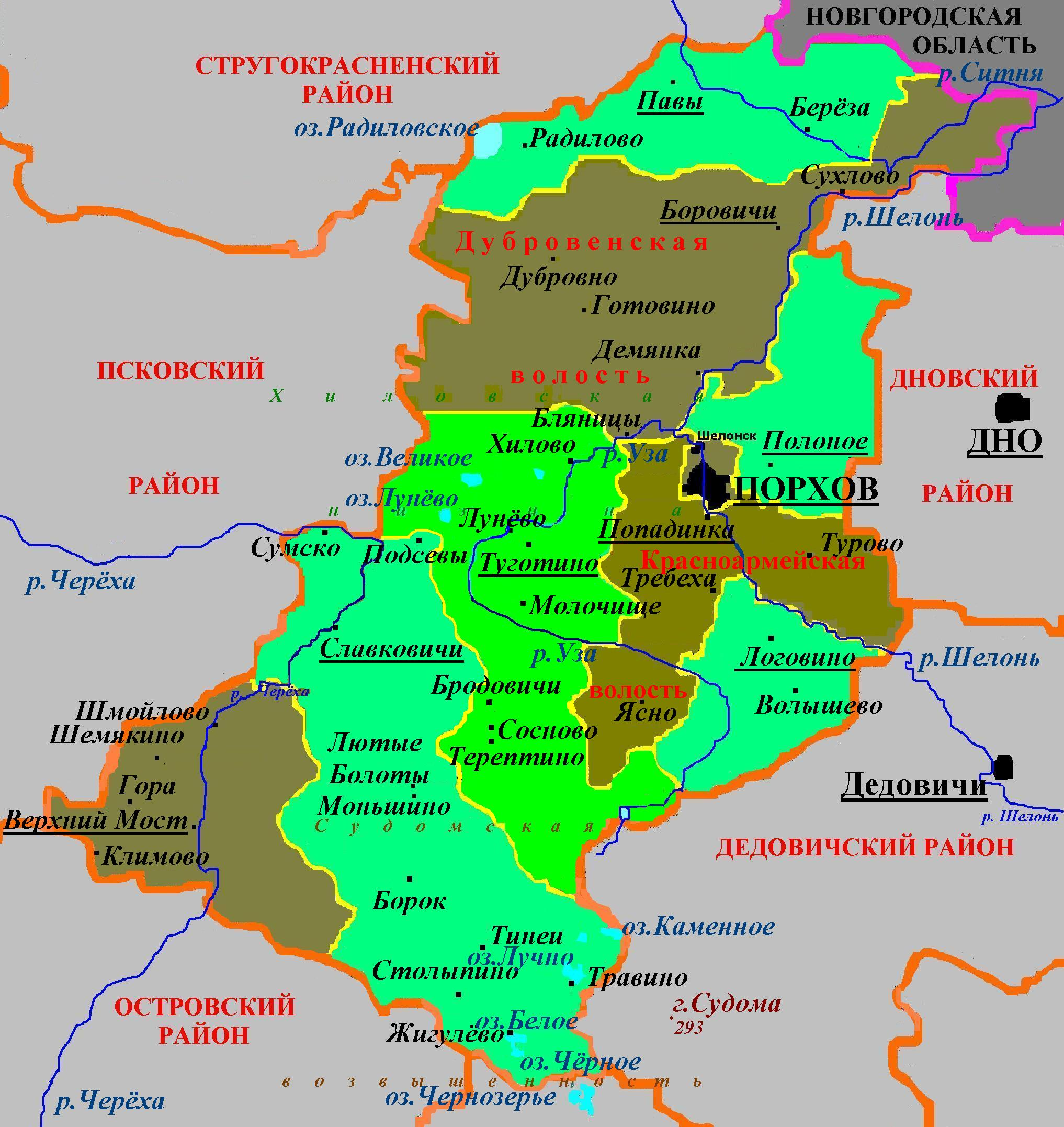
Административное деление Порховского района в 2010—2015

Павская волость — упразднённые административно-территориальная единица 3-го уровня и муниципальное образование со статусом сельского поселения в Порховском районе Псковской области России.
Административный центр — село Павы.

## География
Территория волости граничила на юге и юго-востоке с Дубровенской волостью Порховского района, на западе — с Псковским районом, на севере — со Струго-Красненским районом Псковской области, на северо-востоке — с Новгородской областью.
На территории бывшей волости расположено Радиловское озеро (5,4 км², глубиной до 2,5 м).

## Население
| 2002 | 2010  | 2012  | 2013 | 2014 | 2015 |
| ---- | ----- | ----- | ---- | ---- | ---- |
| 1076 | ↘1052 | ↘1005 | ↘959 | ↘911 | ↘884 |

## Населённые пункты
В состав Павской волости входили 43 населённых пункта, в том числе село Павы и 42 деревни: Бахуни, Берёза, Большие Павицы, Боркино, Борок, Веретье, Веретье, Воробино, Высоцко, Вязье, Городок, Гридино, Иваньково, Заборовье, Заколенье, Залужье, Замогилье, Замошки-1, Замошки-2, Замушки, Заречье, Заходы, Зачеренье, Калиновец, Коломенка, Коломно, Краснодубье, Малые Павицы, Мокрицы, Морицко, Овинец, Пески, Песчанка, Прудец, Радилово, Рогачево, Смена, Степково, Студенец, Червищи, Шишняково, Язовки.

## История
Территория современной волости в 1927 году вошла в Порховский район в виде ряда сельсоветов.
Указом Президиума Верховного Совета РСФСР от 5 апреля 1946 года Березовский, Боровичский, Козловичский, Хохлогорский, Чубаревский сельсоветы из Порховского района были переданы в новообразованный Павский район.
Указом Президиума Верховного Совета РСФСР от 16 июня 1954 года Боровичский и Козловичский сельсоветы были включены в Березовский сельсовет.
Указом Президиума Верховного Совета РСФСР от 3 октября 1959 года Павский район был упразднён, часть его территории в виде Березовского, Павского и Дубровинского сельсоветов была возвращена в Порховский район.
Постановлением Псковского областного Собрания депутатов от 26 января 1995 года все сельсоветы в Псковской области были переименованы в волости, в том числе Павский сельсовет был превращён в Павскую волость.
Законом Псковской области от 28 февраля 2005 года было также образовано муниципальное образование Павская волость со статусом сельского поселения с центром в селе Павы с 1 января 2006 года в составе муниципального образования Порховский район со статусом муниципального района.
На референдуме 11 октября 2009 года было поддержано объединение Павской волости c Берёзовской волостью. Законом Псковской области от 3 июня 2010 года в состав Павской волости (с. Павы) была включена упразднённая Берёзовская волость (д. Берёза).
Законом Псковской области от 30 марта 2015 года Павская волость 12 апреля 2015 года была упразднена и включена в состав Дубровенской волости.